# Wolderwijd

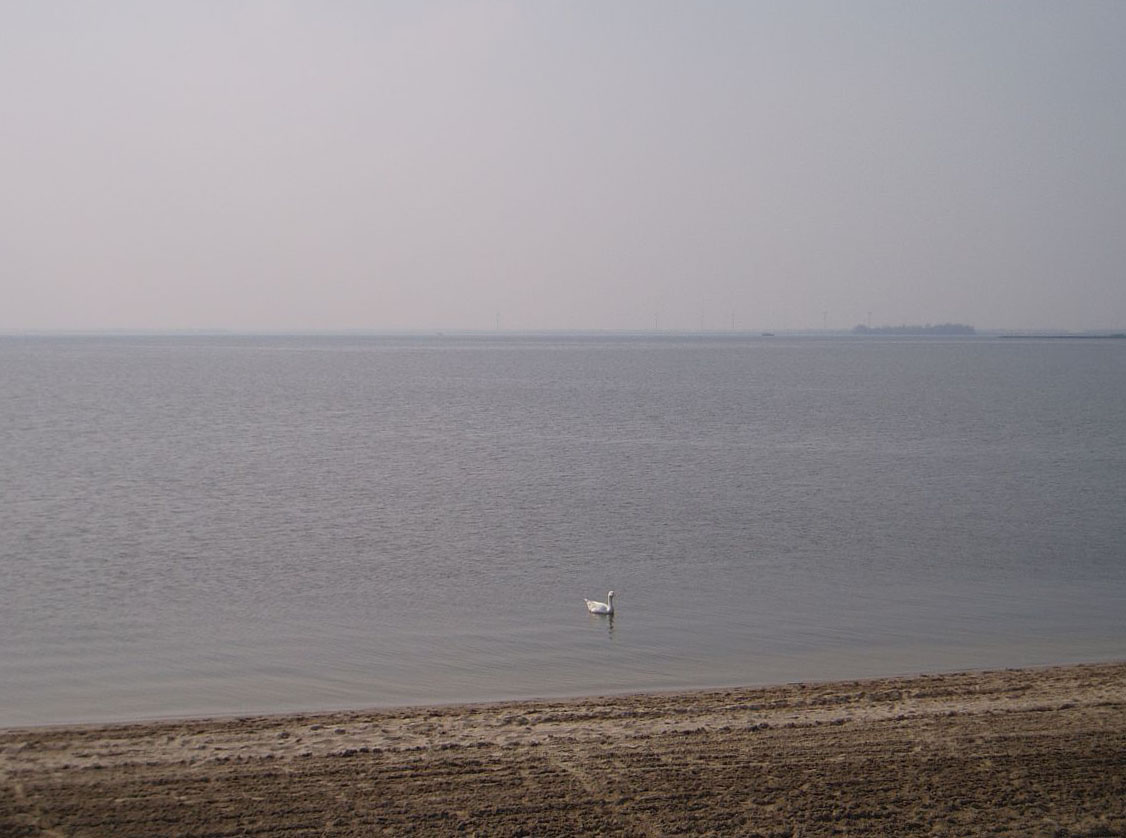
Le wolderwijd vu de la plage du Dolfinarium à Harderwijk

Le Wolderwijd est un lac de bordure, néerlandais situé entre les provinces de Flevoland et de Gueldre.
Le Wolderwijd a une orientation sud-ouest–nord-est et s'étend entre le Nuldernauw et le Veluwemeer. Au sud-ouest, la transition Nuldernauw-Wolderwijd se situe à proximité de la base nautique de Strand Horst. Au nord-est, la transition Wolderwijd-Veluwemeer est située à l'aqueduc de Harderwijk.
Au bord du Wolderwijd se situent les villes de Zeewolde (Flevoland) et de Harderwijk (Gueldre). Elles possèdent toutes les deux plusieurs plages et un port de plaisance sur le lac. Dans le Wolderwijd se trouvent deux îles artificielles, De Zegge et De Biezen. La création de quelques îles supplémentaires et d'une nouvelle plage du côté du nouveau quartier Polderwijk à Zeewolde est en projet.
Le nom de ce lac a été créé par l'écrivain Godfried Bomans.
Ce lac ainsi que le Nuldernauw sont des zones humides d'importance internationale de la convention de Ramsar depuis août 2000. Ceci à cause de la présence de cygne siffleur et fuligule milouin.

## Source
- (nl) Cet article est partiellement ou en totalité issu de l’article de Wikipédia en néerlandais intitulé « Wolderwijd » (voir la liste des auteurs).